# Zdeňka Vaculovičová
Zdeňka Jiřina Vaculovičová (* 22. září 1946 Zlín) je česká houslistka, učitelka hudby a organizátorka hudebního života, dirigentka a skladatelka vážné hudby.

## Mládí a studia
Narodila se a vyrůstala ve Zlíně, později v Hodoníně, kde začala navštěvovat hudební školu. Jejím prvním učitelem houslí byl Alfred Kočiš. Od roku 1962 studovala housle na konzervatoři v Brně, později na Janáčkově akademii múzických umění (JAMU) v Brně u Antonína Moravce a souběžně na JAMU také hudební kompozici u Zdeňka Zouhara. Hru na housle absolvovala na JAMU v roce 1970.

## Koncertní kariéra

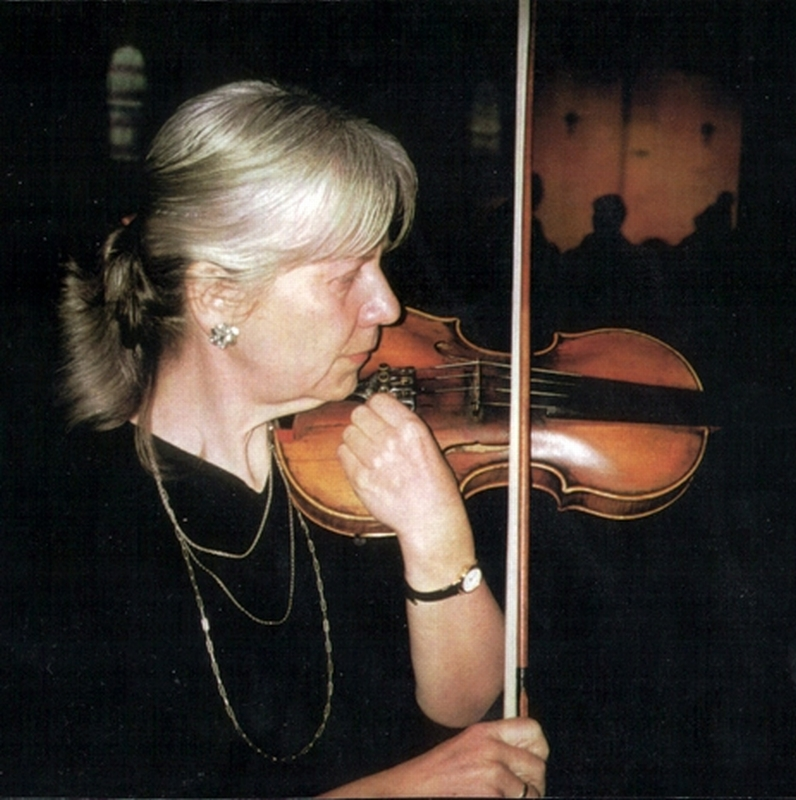
Zdeňka Vaculovičová

Zdeňka Vaculovičová koncertovala jak v českých zemích, tak v zahraničí, zejména ve Francii, Německu, Rumunsku, v republice San Marino a také v USA. Pravidelně spolupracovala s Českou televizí a Českým rozhlasem a také s mnoha organizacemi a institucemi doma i v zahraničí, např.: The Rockefeller Foundation USA, The Pew Charitable Trust USA, The National Endowment for the Arts New York, Arts International, British Council London, Instituto Nacional De Las Artes Escénicas y de la Música Madrid, Česká komise UNESCO, Goethe-Institut Praha, Český hudební fond, Nadace Bohuslava Martinů, PBC Television, Radio Los Angeles, California State University (USA) a řada dalších. Stále veřejně vystupuje, hraje houslové recitály, diriguje vokální a instrumentální ansámbly, zpívá a stále komponuje nové skladby.

## Pedagogická kariéra
Už ve svém mládí, v době pobytu v Hodoníně se Zdeňka Vaculovičová věnovala práci s mládeží a vedla v Hodoníně při místní farnosti tzv. rytmickou scholu, pro niž také napsala několik svých skladeb (např. Velikonoční mše, op.2 a Vánoční mše, op.4).
V osmdesátých letech 20. století vedla v Kroměříži dětský pěvecký sbor Skřivánek, s nímž v posledním desetiletí totality odvážně[zdroj⁠?!] nacvičila a realizovala řadu duchovních skladeb. V devadesátých letech 20. století vedla Kroměřížský komorní orchestr při kroměřížské státní konzervatoři, který se postupně proměnil ve volné komorní sdružení mladých hudebníků Arcibiskupská kapela Kroměříž.
V letech 1970–1997 vyučovala hru na housle na státní konzervatoři v Kroměříži. V letech 1997–2009 byla profesorkou Církevní konzervatoře v Kroměříži a 2009–2011 vyučovala na Konzervatoři Evangelické akademie v Olomouci. Od roku 2011 vyučuje housle pouze soukromě. Na svých koncertech v tuzemsku i v zahraničí propaguje soudobou českou tvorbu, nadále se věnuje aktivitám, které jsou spojeny s duchovní hudbou a obecně s duchovním uměním. Se svým manželem Václavem Vaculovičem založila občanské sdružení Umělecká iniciativa Kroměříž, které od roku 1990 pořádá v Kroměříži mezinárodní festival současného umění Forfest Czech Republic.

## Ocenění
Dne 5. července 2020 získala Zdeňka Vaculovičová Řád sv. Cyrila a Metoděje.  Ocenění udělované Českou biskupskou konferencí převzala z rukou římskokatolického olomouckého arcibiskupa Jana Graubnera na závěr slavnostní cyrilometodějské bohoslužby na Velehradě.

## Rodinný život
Zdeňka Vaculovičová byla dvakrát provdána. Z prvního manželství s hudebníkem Janem Samlíkem má syna Petra. Nyní žije v manželství s výtvarníkem a hudebníkem Václavem Vaculovičem.